# Copperville
Copperville és una antiga concentració de població designada pel cens i actual àrea no incorporada dels Estats Units a l'estat d'Alaska. Segons el cens del 2000 tenia 179 habitants.

## Demografia
Segons el cens del 2000, Copperville tenia 179 habitants, 61 habitatges, i 50 famílies La densitat de població era de 49,7 habitants/km².
Dels 61 habitatges en un 44,3% hi vivien nens de menys de 18 anys, en un 60,7% hi vivien parelles casades, en un 14,8% dones solteres, i en un 16,4% no eren unitats familiars. En el 16,4% dels habitatges hi vivien persones soles el 3,3% de les quals corresponia a persones de 65 anys o més que vivien soles. El nombre mitjà de persones vivint en cada habitatge era de 2,93 i el nombre mitjà de persones que vivien en cada família era de 3,24.
Per edats la població es repartia de la següent manera: un 34,6% tenia menys de 18 anys, un 5,6% entre 18 i 24, un 28,5% entre 25 i 44, un 26,8% de 45 a 60 i un 4,5% 65 anys o més.
L'edat mediana era de 34 anys. Per cada 100 dones hi havia 121 homes. Per cada 100 dones de 18 o més anys hi havia 116,7 homes.
La renda mediana per habitatge era de 53.125 $ i la renda mediana per família de 49.286 $. Els homes tenien una renda mediana de 46.563 $ mentre que les dones 30.625 $. La renda per capita de la població era de 21.733 $. Aproximadament l'11,7% de les famílies i el 7,1% de la població estaven per davall del llindar de pobresa.

## Poblacions més properes
El següent diagrama mostra les poblacions més properes.